# Kaaimaneilanden op de Olympische Zomerspelen 2016
De Kaaimaneilanden namen deel aan de Olympische Zomerspelen 2016 in Rio de Janeiro, Brazilië. De selectie bestond uit vijf atleten, actief in drie sporten, en was daarmee even groot als de olympische ploeg van vier jaar eerder. De eilandengroep nam na zestien jaar absentie in 2016 weer deel aan het zeilen. 

## Deelnemers en resultaten
(m) = mannen, (v) = vrouwen 

### Atletiek
| Olympiër         | Discipline      | Resultaat | Prestatie             |
| ---------------- | --------------- | --------- | --------------------- |
| Kemar Hyman      | 100m (m)        | 45e       | serie 3: 7de in 10,34 |
| Ronald Forbes VO | 110m horden (m) | 34e       | serie 4: 6de in 14,67 |

### Zeilen
| Olympiër       | Discipline       | Resultaat | Prestatie                                     |
| -------------- | ---------------- | --------- | --------------------------------------------- |
| Florence Allan | Laser Radial (v) | 36e       | 308 punten: (35-34-31-36-DNF-DNF-32-34-33-36) |

### Zwemmen
| Olympiër        | Discipline          | Resultaat | Prestatie                    |
| --------------- | ------------------- | --------- | ---------------------------- |
| Geoffrey Butler | 400m vrije slag (m) | 48e       | serie 1: 1ste in 4.07,87     |
|                 |                     |           |                              |
| Lara Butler VS  | 100m rugslag (v)    | 29e       | serie 2: 5de in 1.04,98 (NR) |